# 園芸学研究科
園芸学研究科（えんげいがくけんきゅうか、英称：The Graduate School of Horticulture）は、日本の大学院研究科のうち、園芸学に関する高度な教育・研究を行う機構の一つである。

## 園芸学研究科を置く大学
- 千葉大学（1909年創立）
  - 環境園芸学専攻
    - 生物資源科学コース
    - 緑地環境学コース
    - 食料資源経済学コース

## 園芸学研究科と類似する研究科名称
- 南九州大学大学院 園芸学・食品科学研究科（1999年開設）
  - 園芸学専攻
  - 食品科学専攻

## 園芸学を専攻できる他の研究科
- 弘前大学大学院 農学生命科学研究科 園芸農学コース
- 京都大学大学院農学研究科 農学専攻 果樹園芸学（1953年開設）